# Benedykt Kraskowski
Benedykt Kraskowski (né en 1904 - mort en 1944) est juste parmi les nations polonais.
Pendant la Seconde Guerre mondiale il emploie dans son atelier de menuiserie des Juifs du ghetto de Biała Podlaska grâce à des faux papiers. Il fournit également de l'argent et de la nourriture pour ceux qui rejoignent les partisans.
Benedykt Kraskowski a été assassiné par des nationalistes ukrainiens.
Le 16 décembre 1986 il est honoré juste parmi les nations par le Yad Vashem à titre posthume.

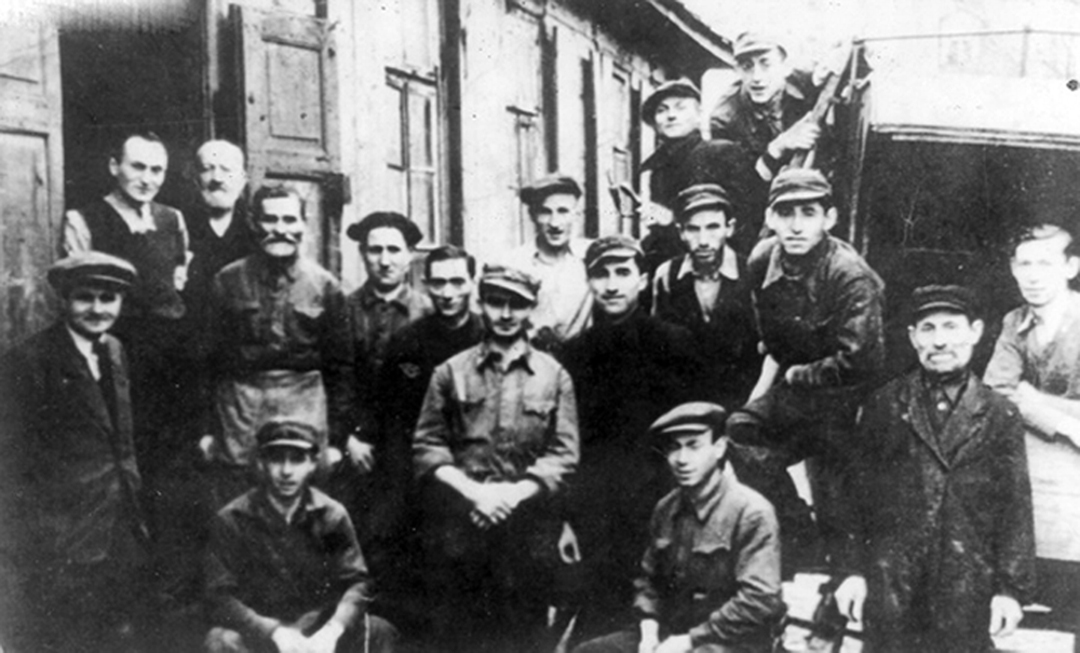
Benedykt Kraskowski (premier à gauche) avec des Juifs du ghetto:Mojsze Lichtenbojm, Dzili Kajdenbaum, Jankel Brodacz, Icchak Kaner, Josef Edelsztajn, Szimszon Esztman, Mojsze Kajdenbaum, Zilia Gutenberg et Hirsz Szulman, Cuker, Aszer Kajdenbaum et Jehoszua Kajdenbaum